# Svartabborrtjärnen (Råneå socken, Norrbotten, 735174-177433)
Svartabborrtjärnen är en sjö i Bodens kommun i Norrbotten och ingår i Råneälvens huvudavrinningsområde.